# Isa Belli Barsali
Isa Belli Barsali (Lucca, 12 novembre 1920 – Roma, 11 novembre 1986) è stata una storica dell'arte e docente italiana.

## Biografia
Laureata nel 1945 con il massimo dei voti presso la facoltà di Lettere dell’Università di Pisa si perfezionò presso l’Università di Firenze prima con Mario Salmi poi con Roberto Longhi. Fra il 1945 e il 1946 fu assistente volontaria per i corsi di storia dell’arte medievale e moderna dell’ateneo pisano, poi fra 1945 e 1949 schedatrice e aiuto ispettore volontario della Soprintendenza ai monumenti e gallerie de Pisa, Livorno, Lucca e Massa Carrara. Docente nei licei classici dal 1953, vincitrice nel 1955, 1956 e 1960 di tre borse di studio presso  il Centro italiano di studi sull'alto medioevo, nel 1969 conseguì il premio nazionale dell’Accademia dei Lincei–Ministero della Pubblica Istruzione per la storia e la critica d’arte.
Nel 1966 ottenne la libera docenza universitaria confermata poi nel 1973 fu così incaricata dell’insegnamento della storia dell’arte medievale e moderna presso le facoltà di magistero dell’Università di Cassino (1969-1977) di archeologia e topografia medievale presso la facoltà di lettere di Roma (1969–1982) e tenne lezioni specialistiche in corsi di perfezionamento presso le università di Pisa, Bologna e Roma. Ispettore centrale del Ministero della Pubblica Istruzione è stata in seguito presidente del comitato per lo studio e la conservazione dei giardini storici presso il Ministero dei Beni Culturali e Ambientali, presidente dell’Archivio Italiano dell’Arte dei Giardini (Siena), preside della facoltà di magistero e poi direttore della scuola di specializzazione in beni archivistici e librari dell’Università di Cassino.

## Interessi scientifici
I campi di ricerca di Isa Belli Barsali hanno spaziato su molteplici argomenti: storia dell'architettura, scultura, oreficeria, urbanistica e topografia medievali; storia dell’architettura e del paesaggio in particolare modo relativa alle ville e palazzi nobiliari; pittura italiana del XVIII secolo. Notevoli sono gli studi sulla scultura e la topografia altomedievale di Lucca, la topografia altomedievale di Tivoli  e Roma, particolarmente importanti quelli sui palazzi e ville lucchesi e sul pittore Pompeo Batoni.

## Opere principali
- Corpus della scultura altomedievale. I . La diocesi di Lucca, Spoleto, 1959
- Isa Belli Barsali (a cura di), Pompeo Batoni (catalogo mostra promossa dall'Amministrazione provinciale di Lucca, in appendice il carteggio del Batoni dell'Archivio di Stato di Lucca), Lucca, 1967, ISBN non esistente.
- Guida di Lucca, Lucca, 1970 [ripubblicata accresciuta nel 1988]
- La topografia di Lucca nei secoli VIII - XI, in Atti del quinto convegno di studi sull'alto medioevo Spoleto, 1973
- Il Palazzo Pubblico di Lucca. Architetture, opere d'arte. destinazioni, Lucca, 1980
- I palazzi dei mercanti nella libera Lucca del '500 immagine di una città-stato al tempo dei Medici, a cura di, Lucca, 1980
- Ville e Committenti dello Stato di Lucca, Lucca, 1980
- Ville della campagna romana, Roma, 1981
- Ville di Roma. Lazio 1, Milano, 1983